# Tinea thoracestrigella
Tinea thoracestrigella is een vlinder uit de familie van de echte motten (Tineidae). De wetenschappelijke naam van de soort werd in 1876 gepubliceerd door Victor Toucey Chambers.